# Chrysoprasis ibaca
Chrysoprasis ibaca är en skalbaggsart som beskrevs av Dilma Solange Napp och Martins 1997. Chrysoprasis ibaca ingår i släktet Chrysoprasis och familjen långhorningar. Inga underarter finns listade i Catalogue of Life.